# 李微微
李微微（1958年3月—），女，汉族，湖南宁乡人，中华人民共和国政治人物。湖南师范学院中文系汉语言文学专业毕业，湖南大学国际贸易学专业在职研究生学历，经济学博士学位。曾任湖南省政协主席。

## 生平
1958年3月，李微微出生在湖南省宁乡县（今宁乡市）。
1975年7月参加工作，任湖南省株洲县洲坪公社马洲大队知青、团支部书记。1976年7月加入中国共产党。1978年3月至1981年12月在湖南师范学院中文系汉语言文学专业学习。1981年12月至1983年7月任湖南省株洲市第二中学教师。1983年7月至1985年12月任共青团湖南省株洲市委副书记。1986年至1990年12月任共青团湖南省株洲市委书记。1990年12月至1995年6月任共青团湖南省委副书记。
1995年6月至1997年12月，她出任中共怀化地委委员、怀化地区行署副专员。
1997年12月至2000年4月任湖南省招商合作局副局长、党组副书记。2000年4月至2003年4月任中国国际贸易促进委员会湖南省分会会长、党组副书记（其中2000年3月至2001年1月在中央党校一年制中青年干部培训班学习）。2003年4月至2006年11月任中国国际贸易促进委员会湖南省分会会长、党组书记。
2006年11月至2015年8月，任中共湖南省委常委、省委统战部部长（其中2003年9月至2006年12月在湖南大学国际贸易学专业学习，获经济学博士学位）。2015年8月至2016年1月，任中共湖南省委常委、省委政法委书记。2016年1月至2023年1月，任湖南省政协主席、党组书记。
是第十一届、第十二届全国政协委员。2018年1月，当选第十三届全国政协委员。後來又擔任十四届全国政协人口资源环境委员会副主任。

### 落马
2024年7月29日，李微微因涉嫌严重违纪违法，接受中央纪委国家监委纪律审查和监察调查，成为中共二十大后首个落马的女性省部级高官。10月11日，被免去第十四届全国政协人口资源环境委员会副主任、第十四届全国政协委员职务。
2025年1月24日，李微微遭到开除党籍开除公职（双开）处分，通稿中报道其“对家人失管失教，大搞‘全家腐’”。2月，最高人民检察院决定对其实施逮捕，准备起诉。5月，李微微涉嫌受贿一案由国家监察委员会调查终结，经最高人民检察院指定，由海南省人民检察院第一分院向海南省第一中级人民法院提起公诉。